# Hôtel Amelot de Bisseuil

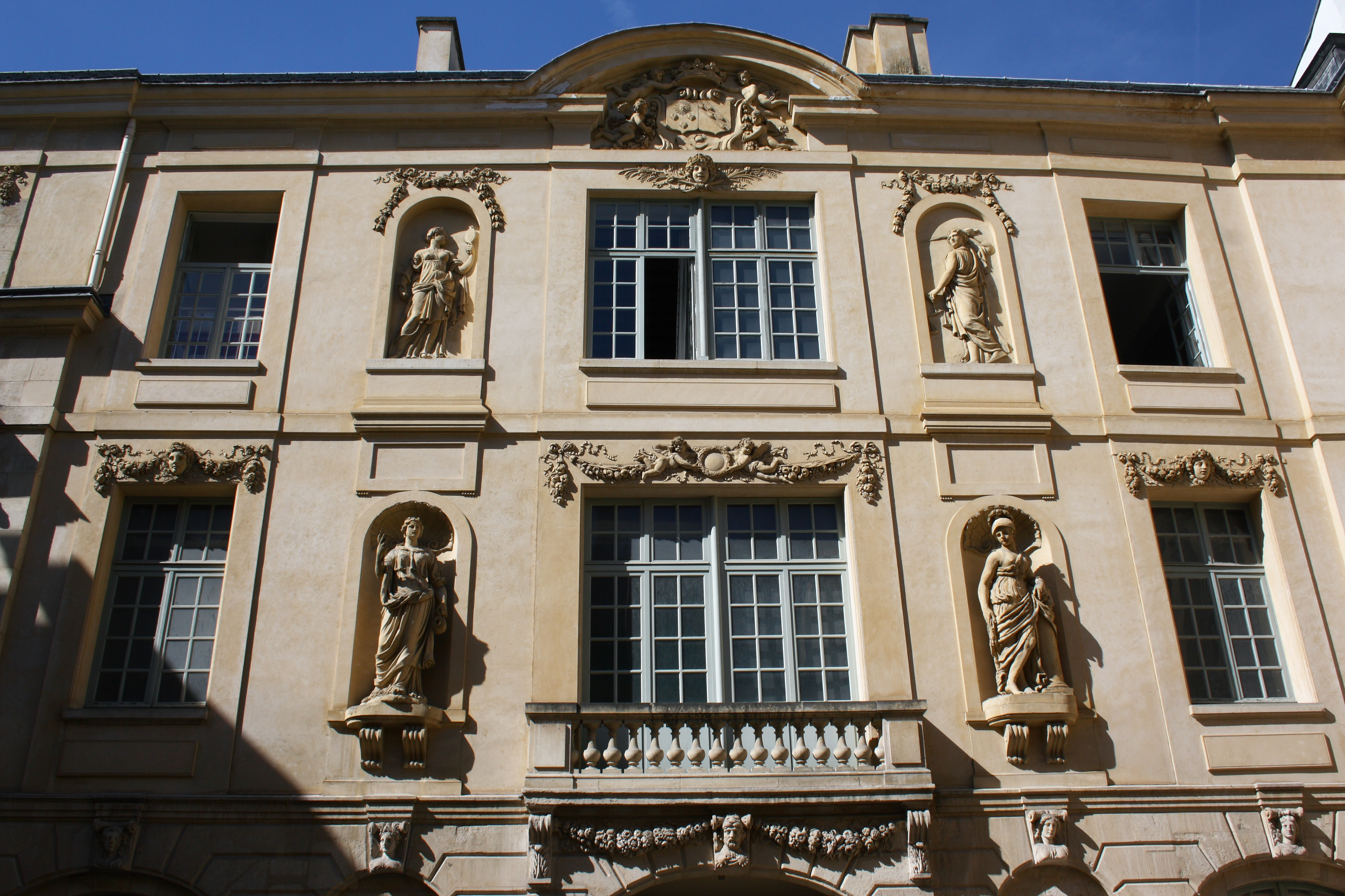
Zweiter Innenhof

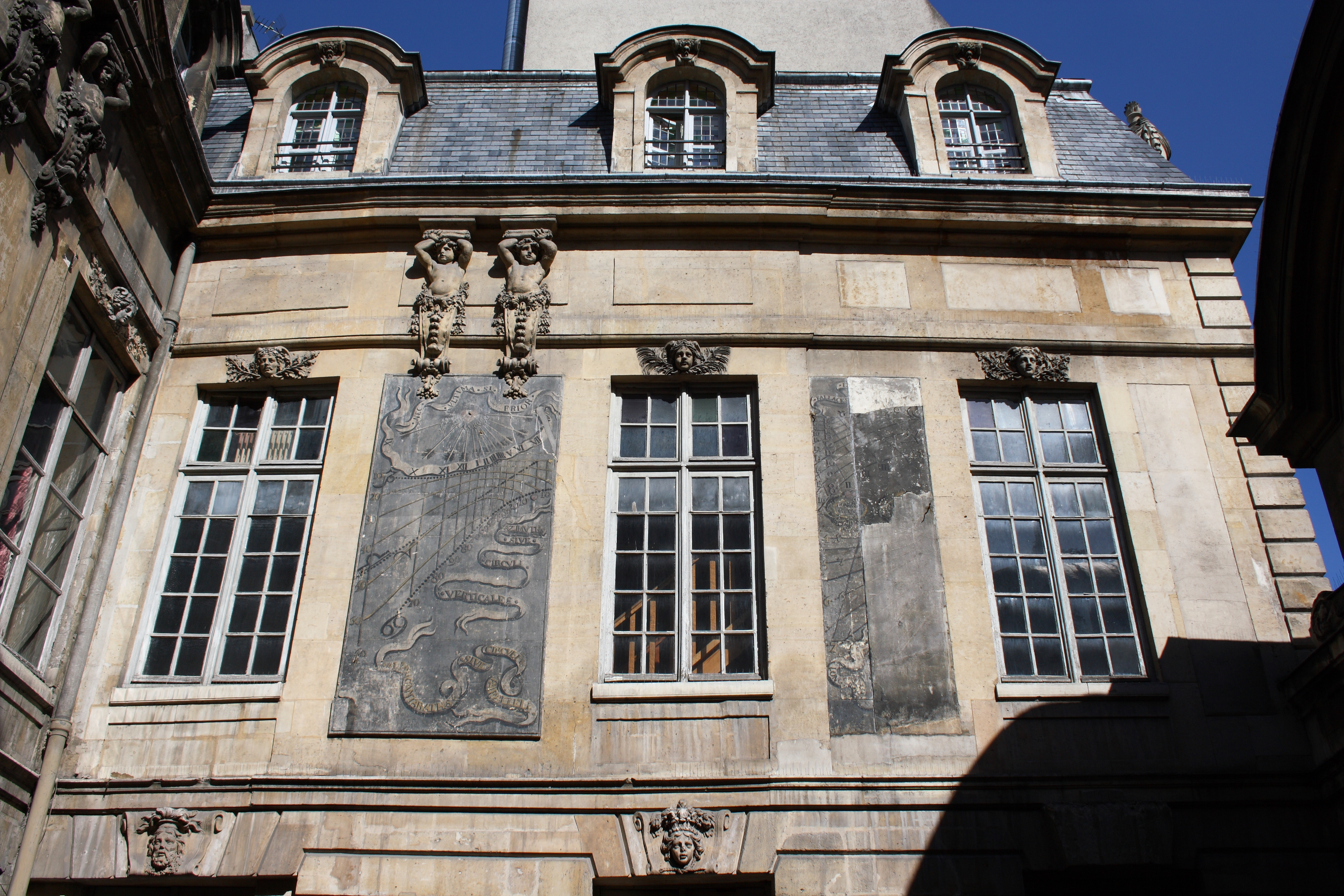
Erster Innenhof

Das Hôtel Amelot de Bisseuil, auch Hôtel des Ambassadeurs de Hollande genannt, ist ein Hôtel particulier in Paris. Es wurde im 17. Jahrhundert im Marais-Viertel, im heutigen 4. Arrondissement, errichtet und wird von den Straßen Rue Guillemites (früher Rue des Singes) und der Rue Vieille du Temple begrenzt. Der Eingang befindet sich in der Rue Vieille du Temple Nr. 47. Die nächste Metrostation ist Saint-Paul der Linie 1.
Das Hôtel Amelot de Bisseuil wurde 1924 in die Liste der französischen Baudenkmäler als Monument historique aufgenommen.

## Geschichte

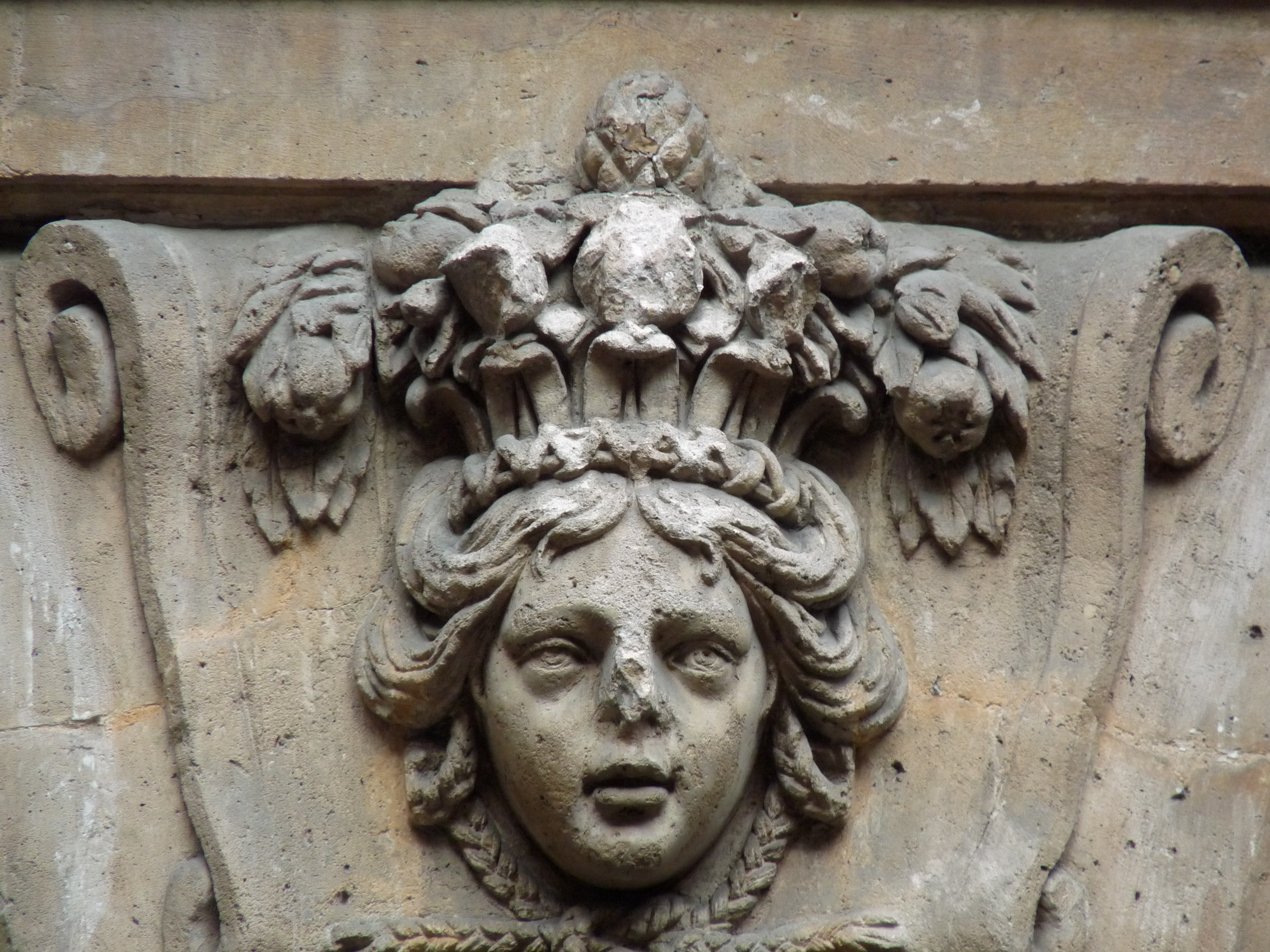
Maskaron im ersten Innenhof

An der Stelle des heutigen Hôtel Amelot de Bisseuil war bereits im 14. Jahrhundert ein Adelspalast, das Hôtel de Rieux, errichtet worden. Im 17. Jahrhundert gelangte es in den Besitz von Denis Amelot de Chaillou, Maître des requêtes. Dieser beauftragte um 1650 den Architekten Pierre Cottard mit dem Neubau des Gebäudes, das unter seinem Sohn, Jean-Baptiste Amelot de Bisseuil, in den Jahren 1657 bis 1660 fertiggestellt wurde. Nach dem Tod von dessen Tochter wurde das Hôtel particulier verkauft und wechselte in der Folge mehrmals den Besitzer.
Seit 1749 wurde das Gebäude als Hôtel des Ambassadeurs de Hollande bezeichnet, obwohl es zu dieser Zeit in Paris keine Botschaft der Vereinigten Niederlande gab. Der Name könnte dadurch entstanden sein, dass es an einen holländischen Gesandten vermietet wurde und der protestantische Hausgeistliche, Maurice Guitton, der bis 1727 dort wohnte, in der heute nicht mehr erhaltenen Kapelle Messen nach der reformierten Liturgie las. Nach der Widerrufung des Edikts von Nantes waren protestantische Gottesdienste nur in den Gebäuden ausländischer Vertretungen erlaubt, deren Kapellen sich sehr bald als zu klein erwiesen.
1760 erwarb Louis Le Tellier († 1785) das Hôtel particulier. Er nahm größere Umbauten vor und ließ die große Treppe und die Kapelle abreißen. 1776 vermietete er das Gebäude an Pierre Augustin Caron de Beaumarchais, der bis 1788 dort wohnte und während dieser Zeit das Stück La Folle Journée ou le Mariage de Figaro (Der tolle Tag oder Figaros Hochzeit) schrieb, das Mozart als Vorlage für seine Oper benutzte. Beaumarchais richtete in dem Hôtel particulier eine Niederlassung eines Unternehmens (Rodriguez, Hortalez & Compagnie) ein, das mit Waffen handelte und die Aufständischen im Amerikanischen Unabhängigkeitskrieg belieferte.
Während der Französischen Revolution war in dem ehemaligen Adelspalast ein öffentliches Ballhaus untergebracht. Später wurde es in Geschäfte und Werkstätten aufgeteilt. Es wurden Zwischengeschosse und Zwischenwände eingezogen und die Vergoldungen der Friese und des Dekors teilweise entfernt und verkauft. Der Innenhof wurde mit Einbauten verunstaltet.
1924 erwarb der Ingenieur Paul Brenot das Gebäude und ließ es von dem Architekten der Monuments historiques, Robert Danis (1879–1949), restaurieren. In den 1950er Jahren kaufte es Paul-Louis Weiller (1893–1993), ein Industrieller und Mitbegründer der Luftfahrtindustrie in Frankreich, der sich als Kunstmäzen betätigte und in dem Stadtpalast berühmte Persönlichkeiten empfing. Unter der Verwaltung der Fondation Paul-Louis Weiller und unter der Leitung des Architekten Jean-François Lagneau wurden weitere Restaurierungsmaßnahmen durchgeführt. 2010 wurde das Hôtel particulier für 38 Mio. € an die Immobiliengruppe Acanthe Développement von Alain Duménil verkauft.

## Architektur

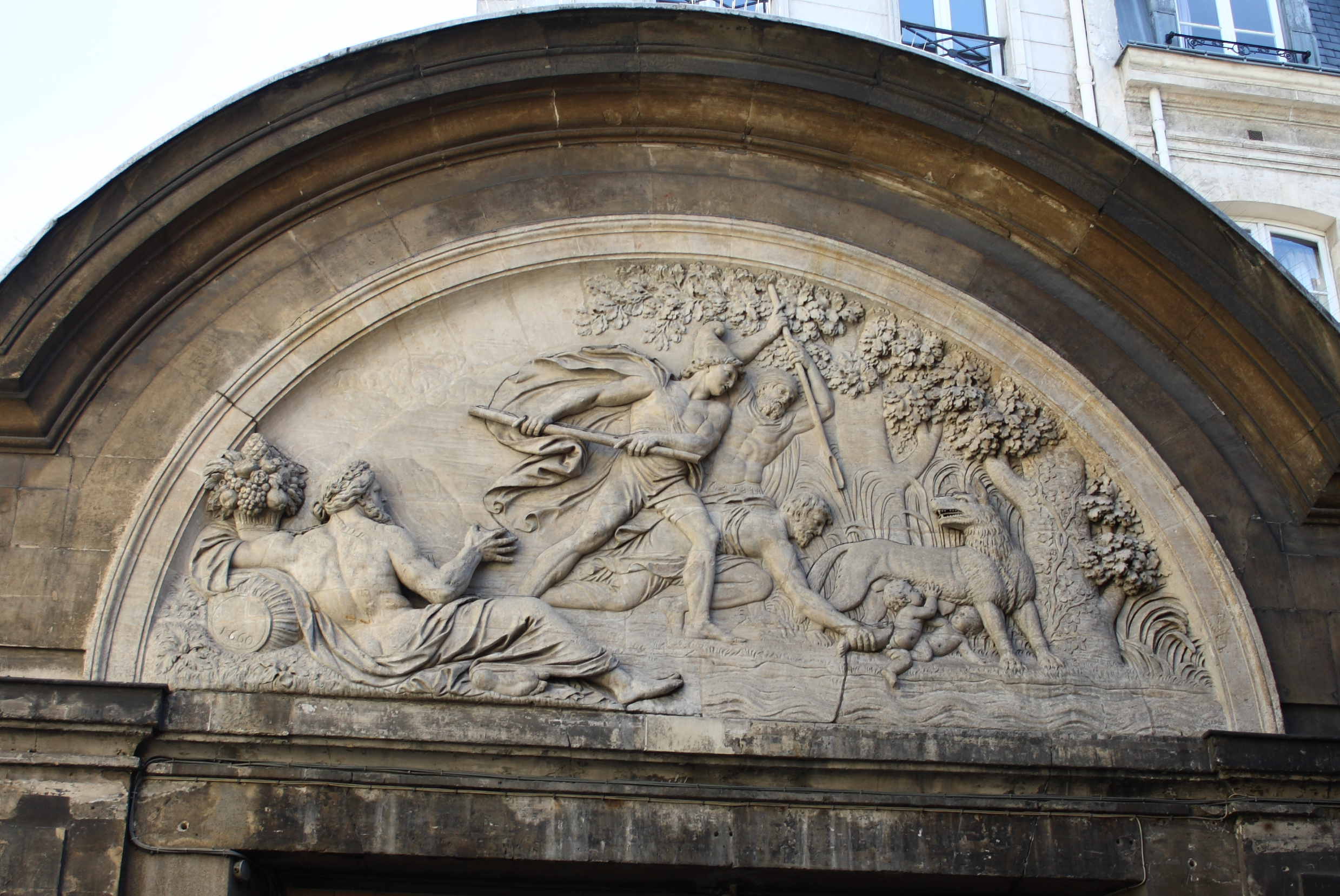
Tympanon an der Innenseite des Eingangsportals

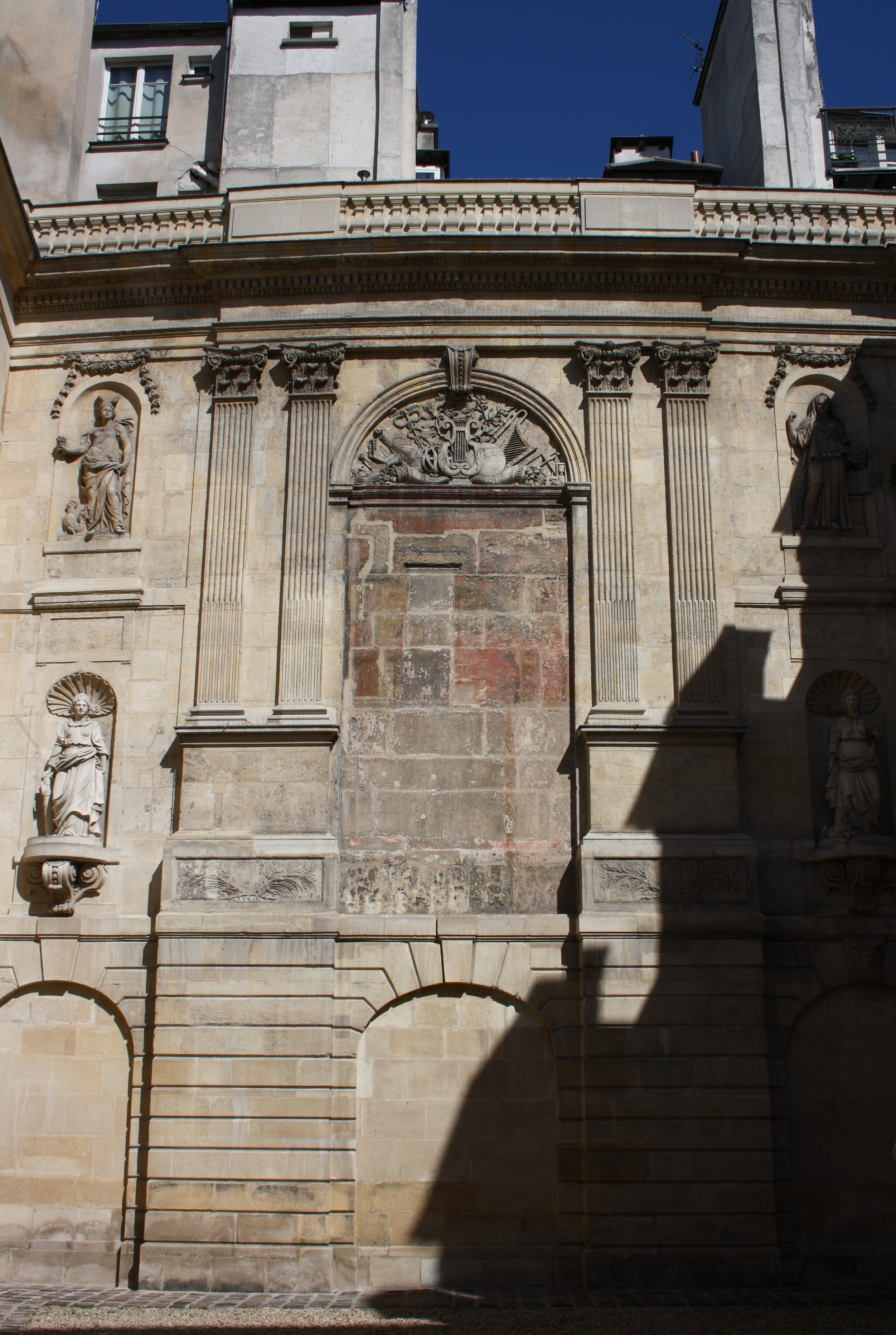
Nordfassade im zweiten Innenhof

### Außenbau
Das Eingangsportal wurde von dem Bildhauer Thomas Regnaudin (1622–1706) gestaltet. Auf dem Tympanon sind zwei sitzende Famen dargestellt, auf den beiden Türflügeln zwei Medusenhäupter, darüber Engel mit Wappenkartuschen und von Medaillons umrahmte allegorische Figuren. Das Tympanon der Innenseite des Portals stellt dar, wie der Hirte Faustulus die Zwillinge Romulus und Remus auffindet, die von einer Wölfin gesäugt werden. Auch die Innenseiten der Türflügel sind mit Reliefs allegorischer Figuren verziert.
Das Hauptgebäude des ersten Innenhofes, des Ehrenhofes, besitzt im Erdgeschoss einen Durchgang, der seitlich von Pilastern umgeben ist, die einen Balkon mit einer Steinbalustrade tragen. Die Fassade wird von einem Dreiecksgiebel bekrönt, den vier Atlanten mit Kinderköpfen stützen. Das Giebelfeld ist mit zwei Putten besetzt, die eine Kartusche halten, in die einst das Wappen von Amelot de Bisseuil skulptiert war. An den Fassaden der beiden seitlichen Pavillons sind auf vier Tafeln in Grisaille Sonnenuhren aufgemalt. Sie stammen von dem Mathematiker und Karmelitenpater Jean Truchet (1657–1729, Père Sébastien). Die Wände des Durchgangs sind durch Arkaden gegliedert und mit Reliefs und Büsten im Stil der Antike ausgeschmückt.
Die Nordwand des zweiten Innenhofes ist mit korinthischen Pilastern und einer Blendarkade versehen, deren Bogenfeld ein Relief mit der allegorischen Darstellung der Künste und des Theaters schmückt. Die Fassade des Westflügels besitzt einen reichen Dekor und ist mit in Nischen eingestellten Skulpturen, den Darstellungen der Tugenden, und Maskaronen über den Fenstern verziert. In ihrer Mitte ist sie von einem Giebel bekrönt, auf dem vier Putten eine Wappenkartusche halten. Der Durchgang im Erdgeschoss führt zur Rue des Guillemites. Im Erdgeschoss des Südflügels waren einst die Remisen für die Kutschen untergebracht. Auf der Etage darüber ist ein breiter Balkon angelegt, der von einem schmiedeeisernen Gitter abgeschlossen wird.

### Innenraum
In einigen Räumen ist der Dekor des ehemaligen Adelspalastes erhalten geblieben und wurde wieder restauriert. Türen und Holztäfelungen der nicht mehr erhaltenen Gemächer sowie der Skulpturenschmuck des ehemaligen Treppenaufgangs wurden zum Teil in anderen Räumen eingebaut.
Die Galerie de Psyché (Galerie des Psyche) ist mit korinthischen Pilastern, aufwändigen Tür- und Fensterumrahmungen und zahlreichen Skulpturen an den Wänden und der Decke ausgestattet. Decken- und Wandgemälde stammen von Jean-Baptiste Corneille (1649–1695).
Im ehemaligen Schlafzimmer (Chambre à l'Italienne) ist die Decke erhalten geblieben, die als Kuppel gestaltet ist und auf der sich ein Gemälde mit der Darstellung der Hochzeit des Herakles mit Hebe befindet.

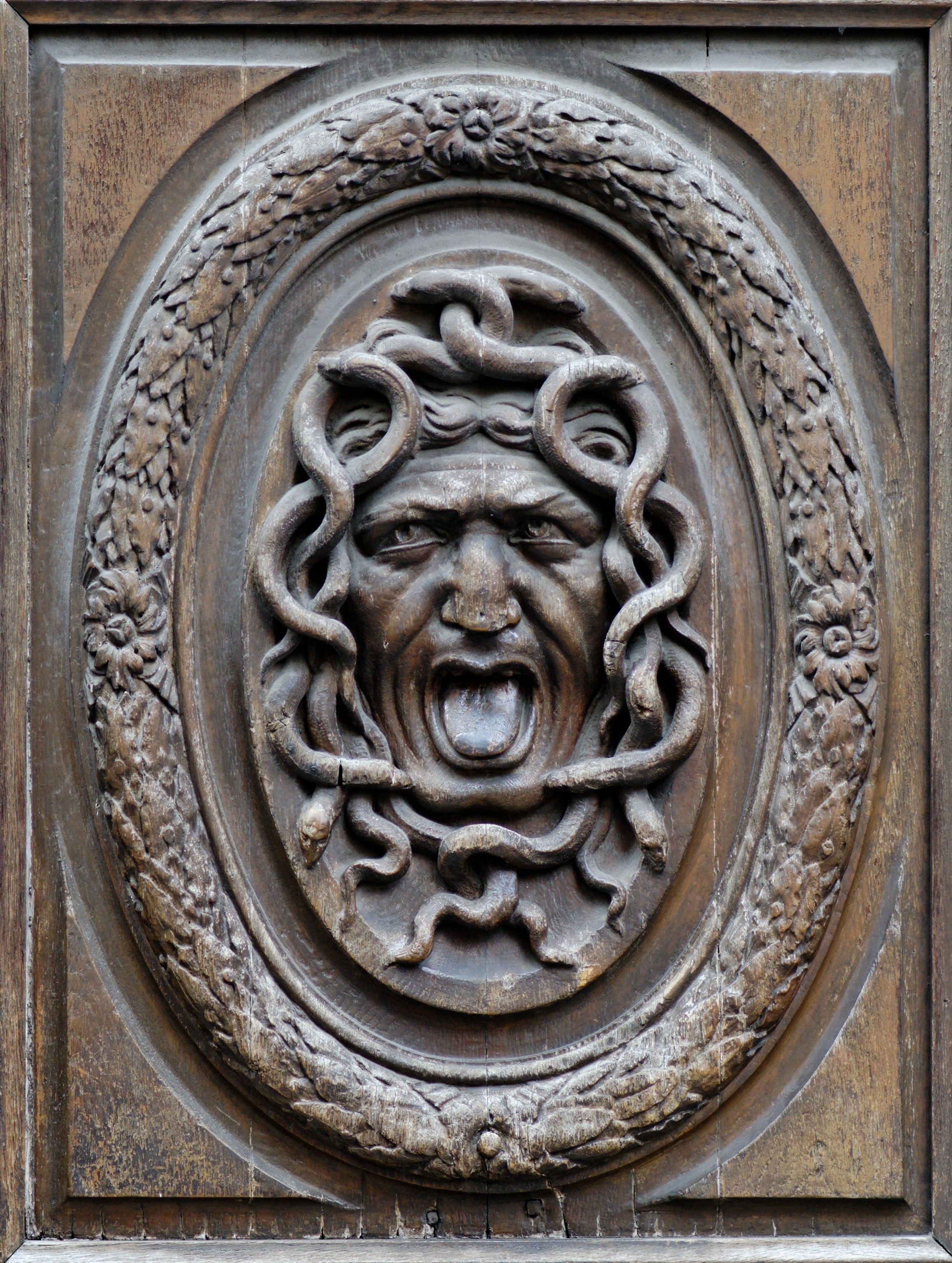
Medusenhaupt an der Außenseite des Eingangsportals
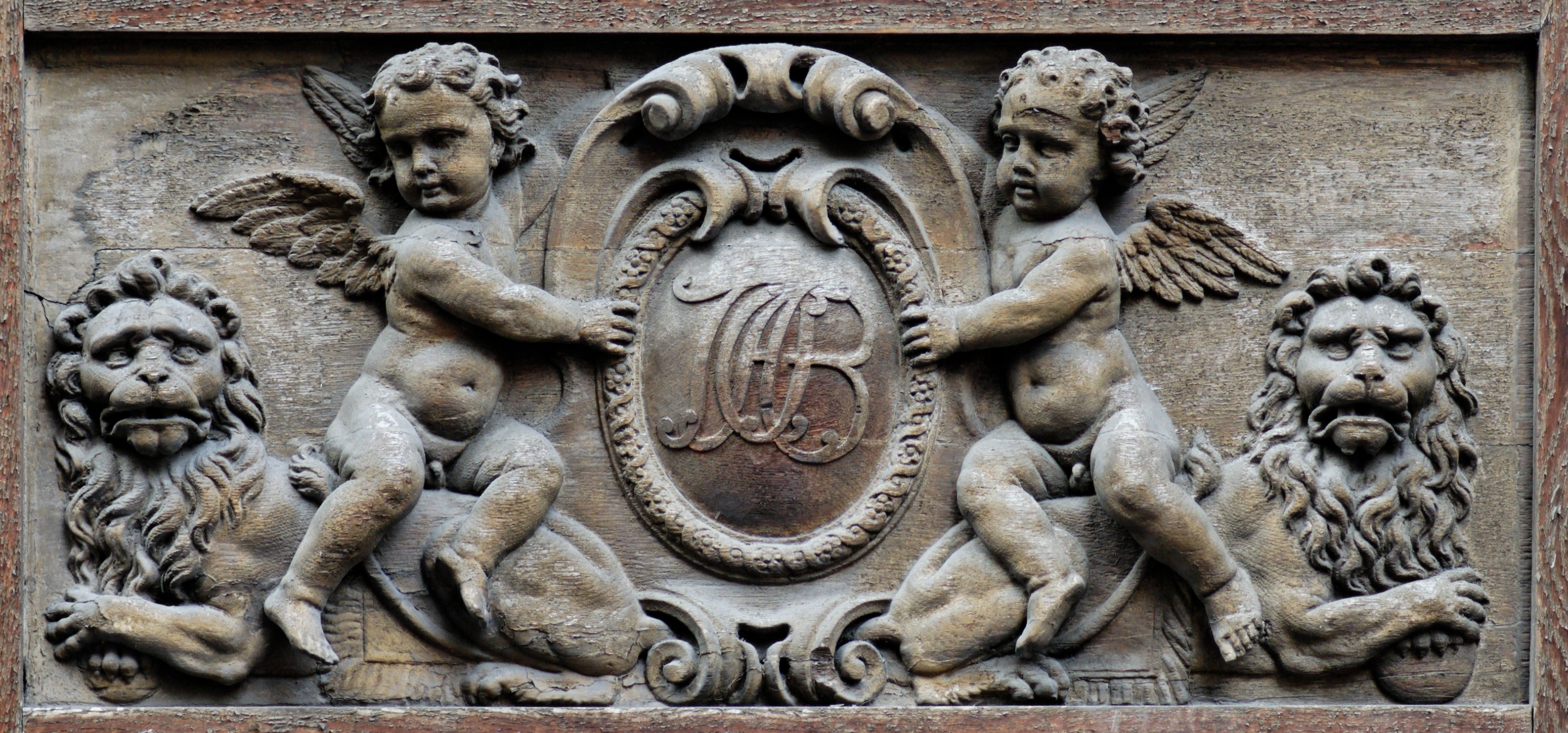
Relief an der Außenseite des Eingangsportals
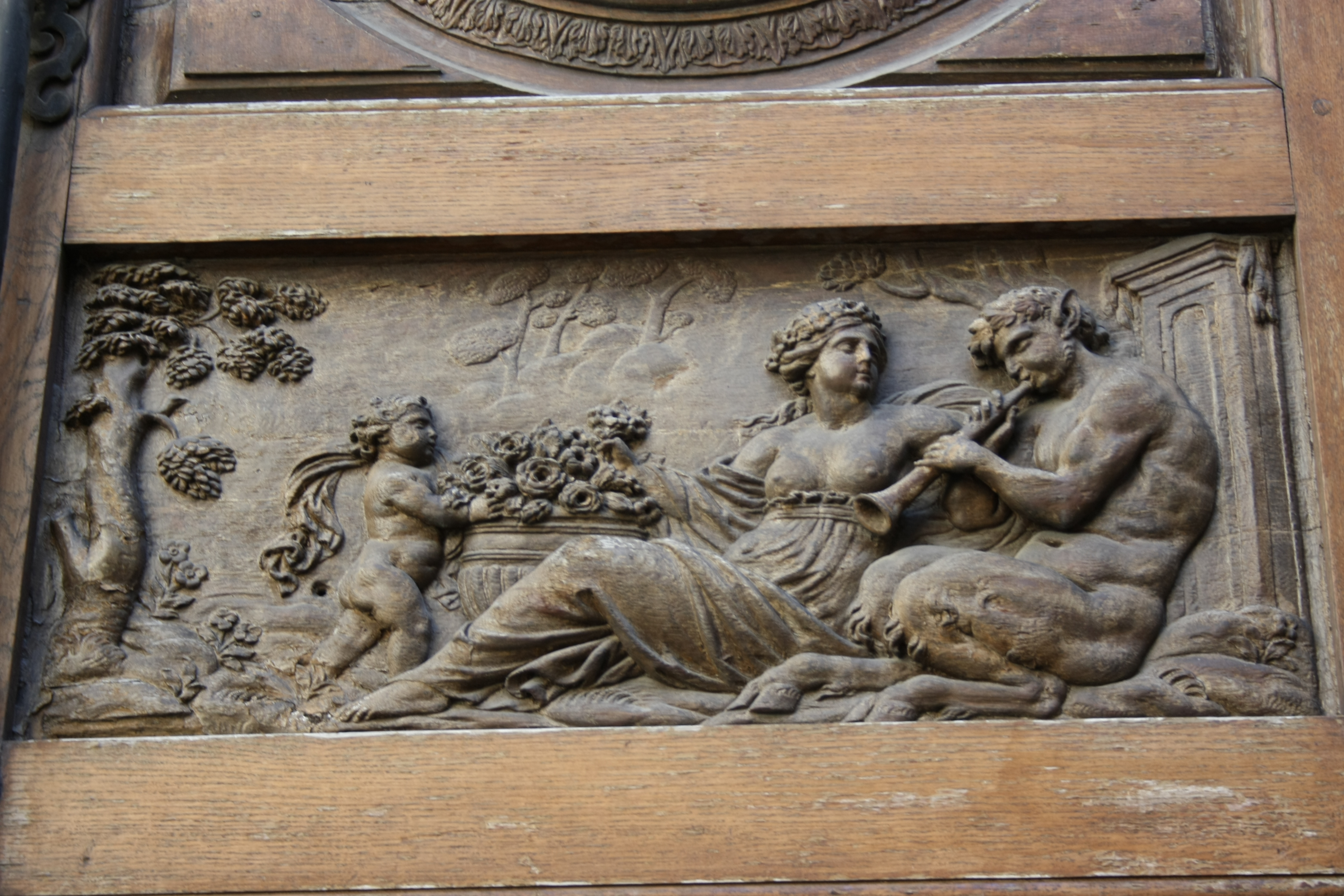
Relief an der Innenseite des Eingangsportals
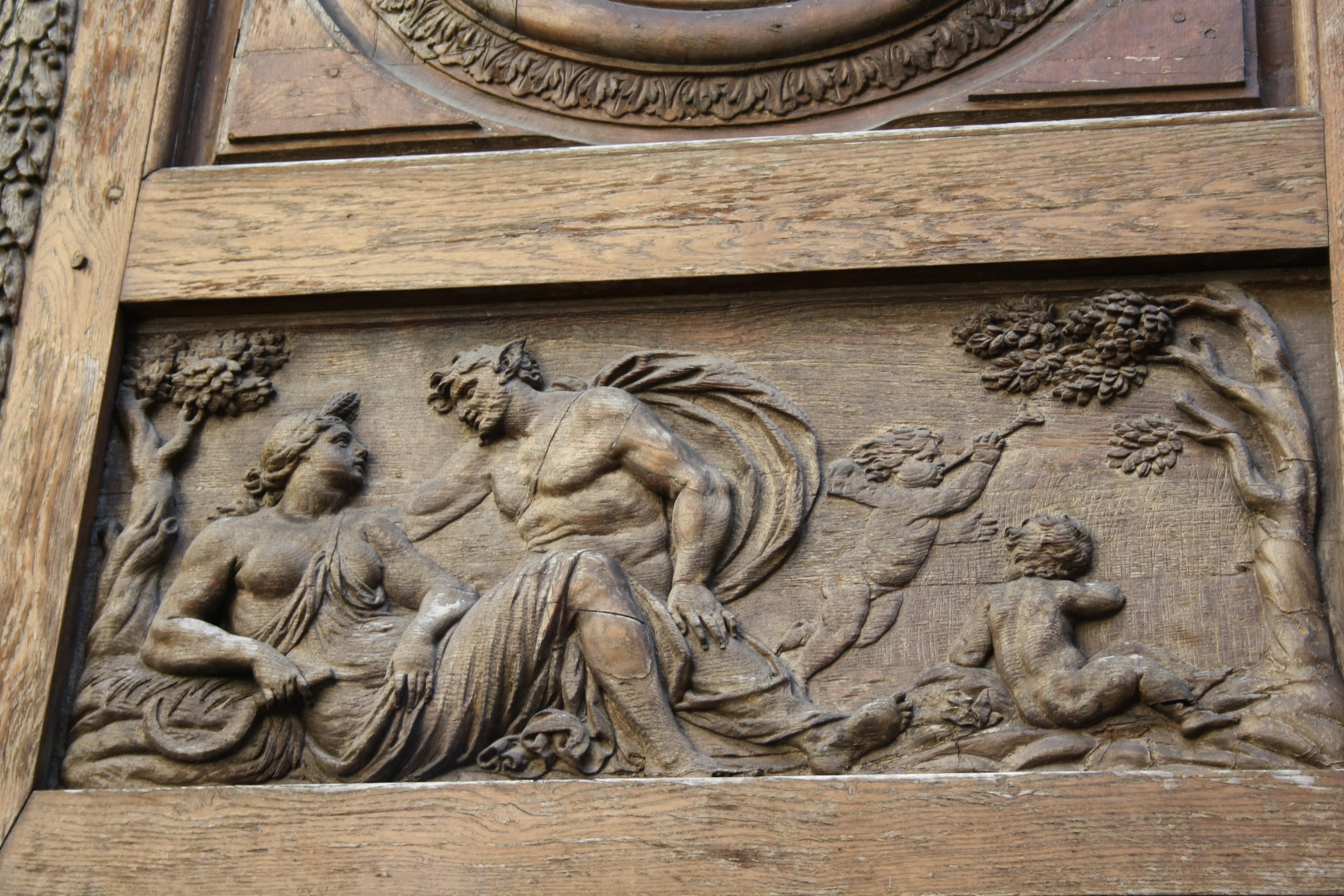
Relief an der Innenseite des Eingangsportals
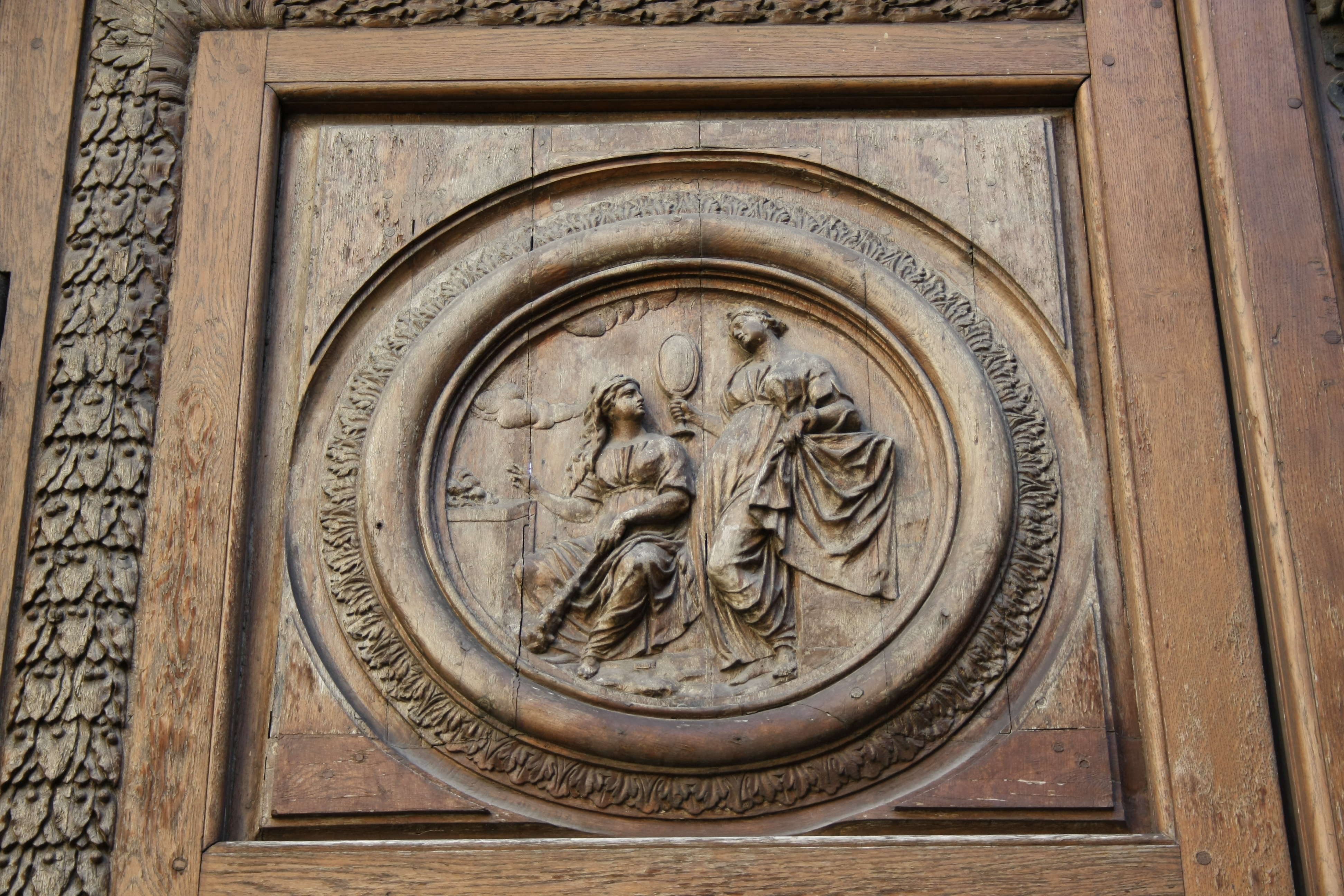
Relief an der Innenseite des Eingangsportals